# Церковь иконы Божией Матери «Всех скорбящих Радость» (Чугуев)
Храм во имя иконы Божией Матери «Всех скорбящих Радость» в Чугуеве — каменный православный храм в архитектурном стиле эклектика с элементами древнерусского зодчества. Находится в западной части города, в районе первого городского кладбища. Построена в 1851—1854 годах. Колокольня надстроена в 1873—1874 годах.
Действующий храм Чугуевского благочиния Изюмской и Купянской епархии Украинской православной церкви (Московского патриархата). Памятник архитектуры регионального значения. Единственный храм города, который не закрывался во времена СССР.

## История

### Предыстория
В 1824—1825 годах, при содействии инспектора резервной кавалерии графа Никитина, деревянную Староникольскую церковь во имя Николая Чудотворца, сооружённую в 1756 году на Манежной площади Чугуева, было решено перенести на кладбище Преображенской слободы. Церковь была названа Преображенской в память о соборном храме, существовавшем с 1639 года около двух столетий в северо-восточной части Чугуевской крепости:78.

### Сооружение
В 1850 году по разрешению военного начальства деревянный Преображенский храм снова был разобран и перевезён в село Вербовка Змиевского уезда (сегодня Балаклейский район Харьковской области), а на освободившемся месте было решено возвести каменную церковь.
Её проект был утверждён в июне 1850 года старшим архитектором, коллежским асессором Денисенковым и инженером, подполковником Бутаковым. Наблюдение за строительством было возложено на военного инженера поручика Клеверберга. Строительство началось в 1851 году и было завершено к 1854 году. В 1853 году храм был освящён:78.
Средства на строительство церкви были завещаны помещицей Старобельского уезда Т. Шаховой своему племяннику, капитан-лейтенанту флота Михаилу Петровичу Мистрову. Сам он скончался 1 апреля 1850 года, а средства на строительство церкви были переданы его вдовой. Капитал состоял из трёх билетов Опекунского совета императрицы Марии, 1 акции Русско-американской компании, и с процентами составлял около 40 тысяч рублей ассигнациями. Прах Мистрова захоронен в северной стене храма, где размещена мемориальная доска с его эпитафией. При строительстве храма также была заложена медная плита с текстом, посвящённым строительству:78.
Для изготовления серебряных окладов был вызван серебряных дел мастер, неслужащий инвалид Иван Чертков. Договор на изготовление 22 икон иконостаса был составлен в апреле 1853 года со свободным мастером, мещанином Иваном Никифоровичем Шамановым. Жена ротмистра Янькова Мария Александровна пожертвовала храму кипарисовый крест в серебряной оправе:78.
Церковь получила 3/4 десятины усадебной земли, и 33 десятины пахотной и сенокосной земли. Прихожан мужского пола у церкви на момент открытия было 556, а женского пола 578 душ. По штату в церкви был положен священник и псаломщик.

### Перестройка колокольни
21 июня 1873 года епархиальный архитектор Фёдор Данилов утвердил проект строительства новой каменной колокольни и пристройки к церкви. В 1874 году для строительства колокольни был нанят купец 1-й гильдии Гурефинкель, который передал подряд на строительство харьковскому цеховому мастеру Григоровскому. В этом же году колокольня после постройки была частично разобрана и перестроена с увеличением высоты, поскольку Данилов обнаружил отклонение от проекта в сторону занижения высоты новой колокольни:78.
С 1874 года священником церкви был Г. Касьянов, а старостой И. Чегликов:78.

### В советское время
Храм не был закрыт в советское время и продолжал функционировать, оставаясь в XX веке единственным действующим храмом Чугуева.
В при описи имущества в 1921 году церковь была описана как «каменная, крытая железом, длина 12 саженей и ширина 4, дверей 4, окон больших — 9, 4 полуокна, колоколов — 9. Иконостас с 7 иконами большого размера и 21 малого. В алтаре престол и жертвенник дубового дерева и напрестольное Евангелие в медном окладе. Церковный капитал составляет 9079 руб. Храмовая икона изображает Скорбящую Божию Матерь. Риза на иконе серебряно-золочёная; одежда Божией Матери покрыта жемчугом и большим количеством драгоценных камней разного размера; наиболее ценны 4 рубина, 4 небольших бриллианта 1 алмаз и 1 аметист. Кроме храмовой иконы госпожой Мистровой были подарены ещё 2 иконы Николая Чудотворца в серебряной ризе, в котором изумруд; икона Спасителя в серебряной ризе с 21 камнем восточного белого хрусталя»:78.
В 28 июля 1924 года храм иконы Божией Матери «Всех Скорбящих Радость» был передан в аренду группе «Живая церковь»:78.
В период Великой Отечественной войны храм не пострадал, в его подвале скрывались раненые, а также хоронили умерших:78.

### После 1991 года
23 октября 1991 года была образована церковная община Украинской Православной Церкви Московского Патриархата.
До 2003—2004 годов в интерьере церкви сохранялись росписи стен, среди которых три фрагмента: изображения Святого Николая, княгини Ольги, и Святого князя Владимира. Во время реконструкции они были отделены от стен и один из этих фрагментов (ростовое изображение Святого Николая) был передан сотрудниками Художественно-мемориального музея имени И. Е. Репина на кафедру реставрации станкового и монументальной живописи Харьковской государственной академии дизайна и искусств:76.

## Композиция
Здание церкви выполнено в эклектических формах с элементами древнерусского зодчества. Церковь каменная, небольшая по объему, её композиция уравновешена. Принадлежит к типу трёхчастных, однобанных бесстолпных храмов с колокольней, размещённой над западным притвором. Центральный объём храма соединён с трёхъярусной колокольней продолговатым, перекрытым сомкнутым сводом «коридором», увенчанный баней на барабане, имеющем 4 узких оконных проёма:76.
С востока к церкви примыкает прямоугольная апсида, закрепляя продольную композиционную ось плана церкви. Своды опираются на массивные наружные стены. Декоративная отделка представлена аркатурным поясом на барабане, полуциркульными нишами на восьмигранной основе, наличниками окон в виде арок шлемовидной формы. Поле продольных стен расчленено спаренными трехчетвертными колоннами ионийского ордера, с энтазисом. Декоративная отделка пристроенной позже колокольни выполнена с использованием подобных элементов, но отличается упрощенностью:76.
В интерьере церкви сохранилась деревянная винтовая лестница с фигурными балясинами, массивные кронштейны в виде волют с розетками, поддерживающими балкон, на котором располагается клирос:77.

## Захоронения
В ограде церкви похоронены:
- Акомелков Геннадий (17.02.1972 — 14.04.2004) — иерей, настоятель церкви в 2001—2004 годах[2]:78;
- Бондаренко Василий (27.12.1895 — 20.11.1982) — митрофорный протоиерей, настоятель храма храма Иконы Божией Матери «Всех Скорбящих Радость»[2]:78;
- Гречко Козьма Петрович (01.11.1811 — 14.05.1886) — полковник, проходил службу на территории Чугуева, владелец двухэтажного дома в городе[2]:78;
- Жадановская Федосия Алексеевна (1843 — 11.10.1906) — жена протоиерея И. Жадановского[2]:78;
- Жадановский Иоанн Андреевич (13.09.1836 — 11.11.1906) — протоиерей, настоятель храма Рождества Пресвятой Богородицы в слободе Осиновке[2]:78;
- Касьянов Григорий Васильевич (1817 — 31.05.1877) — настоятель храма Иконы Божией Матери «Всех Скорбящих Радость»[2]:78;
- Костомахин Тимофей Захарович — коллежский советник, старший врач Одесского 10-го уланского полка, умер в Чугуеве в период квартирования полка[2]:78;
- Сильванская Феодосия Кузьминична (1836 — 23.12.1899) — дочь К. Гречко и жена настоятеля храма Иконы Божией Матери «Всех Скорбящих Радость» Н. Сильванского[2]:78;
- Сильванский Николай — митрофорный протоиерей, настоятель храма Иконы Божией Матери «Всех Скорбящих Радость»[2]:78.

На территории церкви расположен Памятник киевским гусарам и корнету Сергею Беклемишеву (1860—1870-е годы), а также памятный знак ликвидаторам аварии на Чернобыльской АЭС 1986 года (2001):78.